# Architecture Art déco à Miami

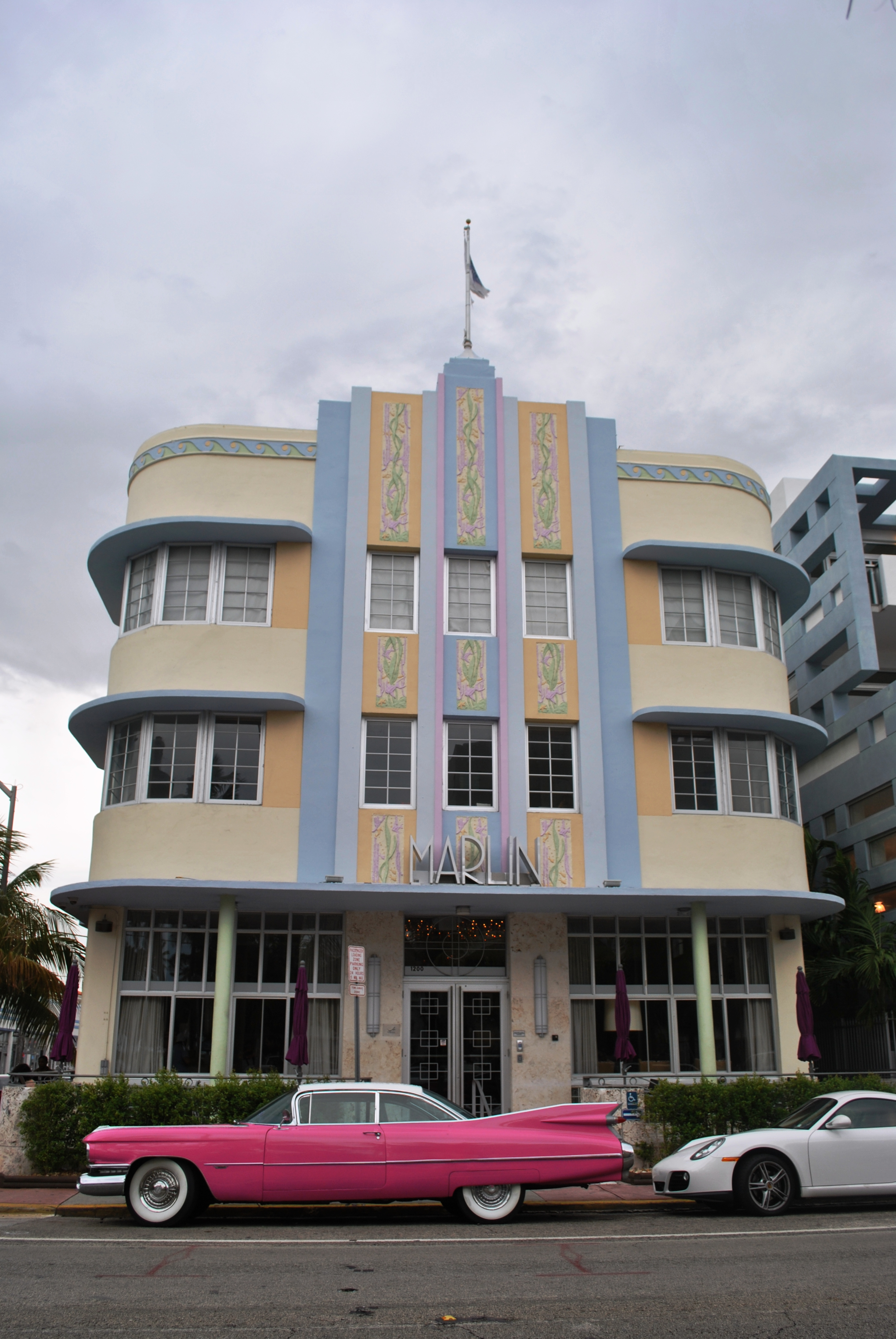
Marlin Hotel sur Collins Avenue de Miami Beach.

Pour les articles homonymes, voir Art déco, Miami (homonymie) et Tropique.
L'architecture Art déco de Miami ou Art déco floridien ou Tropical Art déco est une variante floridienne du style architectural et décoratif Art déco des années 1920,, et un des symboles emblématiques de Miami en Floride aux États-Unis.  

## Historique

### Origines

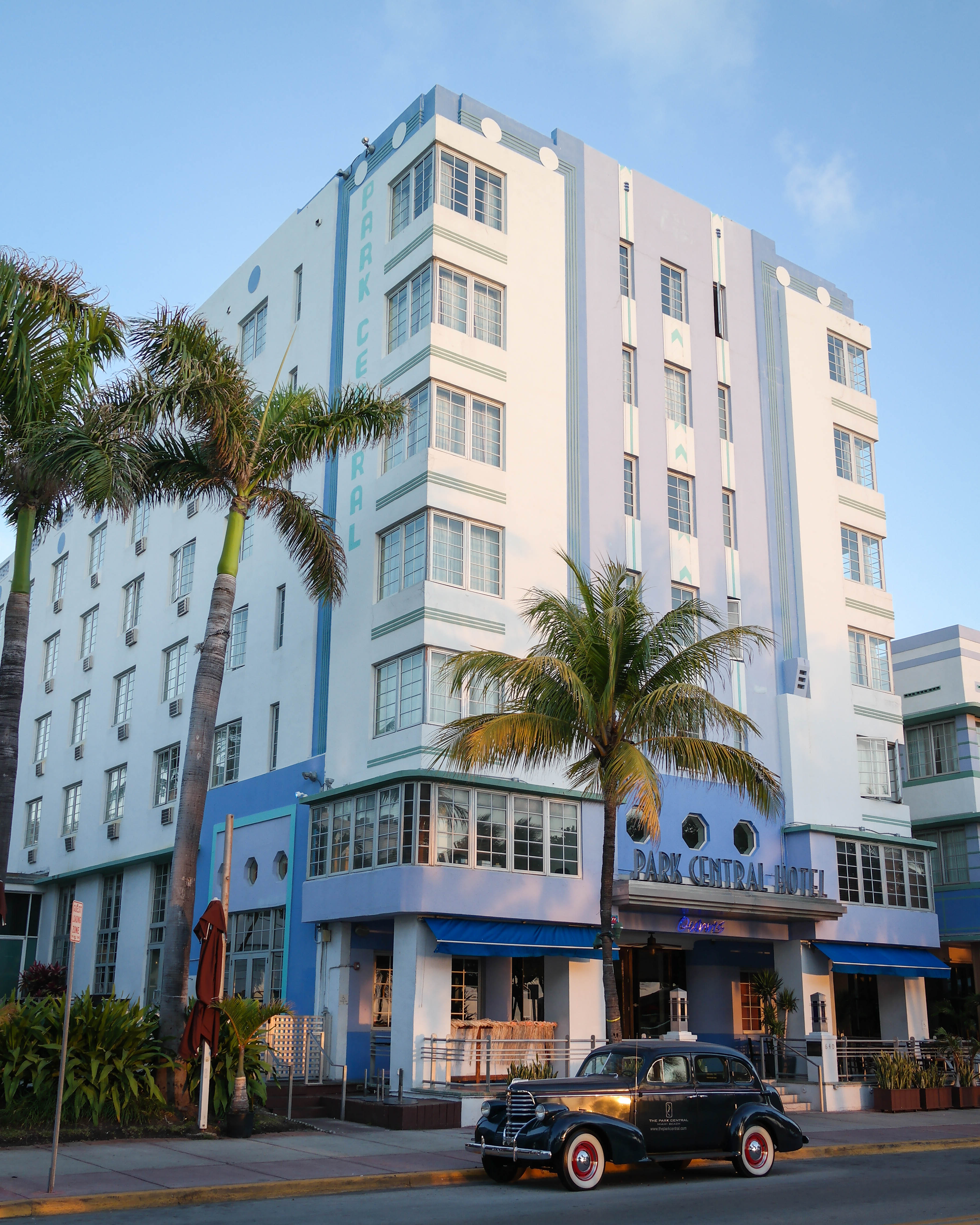
The Park Central Hotel de South Beach.

Le style Art déco apparaît à la Belle Époque en France, juste avant la Première Guerre mondiale. Il succède à l'art nouveau des années 1890 et années 1900, et se développe dans le monde entier des années 1920 et années 1930. À la suite de la dévastation de la bulle immobilière des années 1920 en Floride par l'ouragan de Miami de 1926, la ville est reconstruite en partie en style « Tropical Art déco » (style architectural néo-rétro moderne et futuriste pour l'époque, à base de formes géométriques élémentaires sobres (cubes, sphères, lignes droites ou arrondies), d'ornements décoratifs, et de mélange de couleurs blanc, jaune, bleu, vert, rose, mauve, orange, rouge, pastel ou vif, inspirées de la végétation tropicale et de l’océan Atlantique de Floride, avec des variantes de style : ancien, traditionnel, Streamline Moderne, Miami Modern architecture (en) (MiMo)... le tout dans une ambiance paradisiaque de plages de Miami Beach, d'océan, de palmiers, de voitures américaines, et de climat subtropical humide... Plus de 800 bâtisses, hôtels, restaurants, bars, maisons, boutiques et édifices divers sont construits entre 1926 et 1944, en particulier sur les avenues du front de mer Ocean Drive, Collins Avenue, ou Washington Avenue, du Miami Beach Art Deco District (ou Miami Beach Architectural District) de Miami Beach et South Beach (SoBe). Ce décor architectural contribue au succès de l'essor des premières vagues de tourisme et d’acquisition de résidences de villégiature en Floride d'entre-deux-guerres.  

Quelques exemples
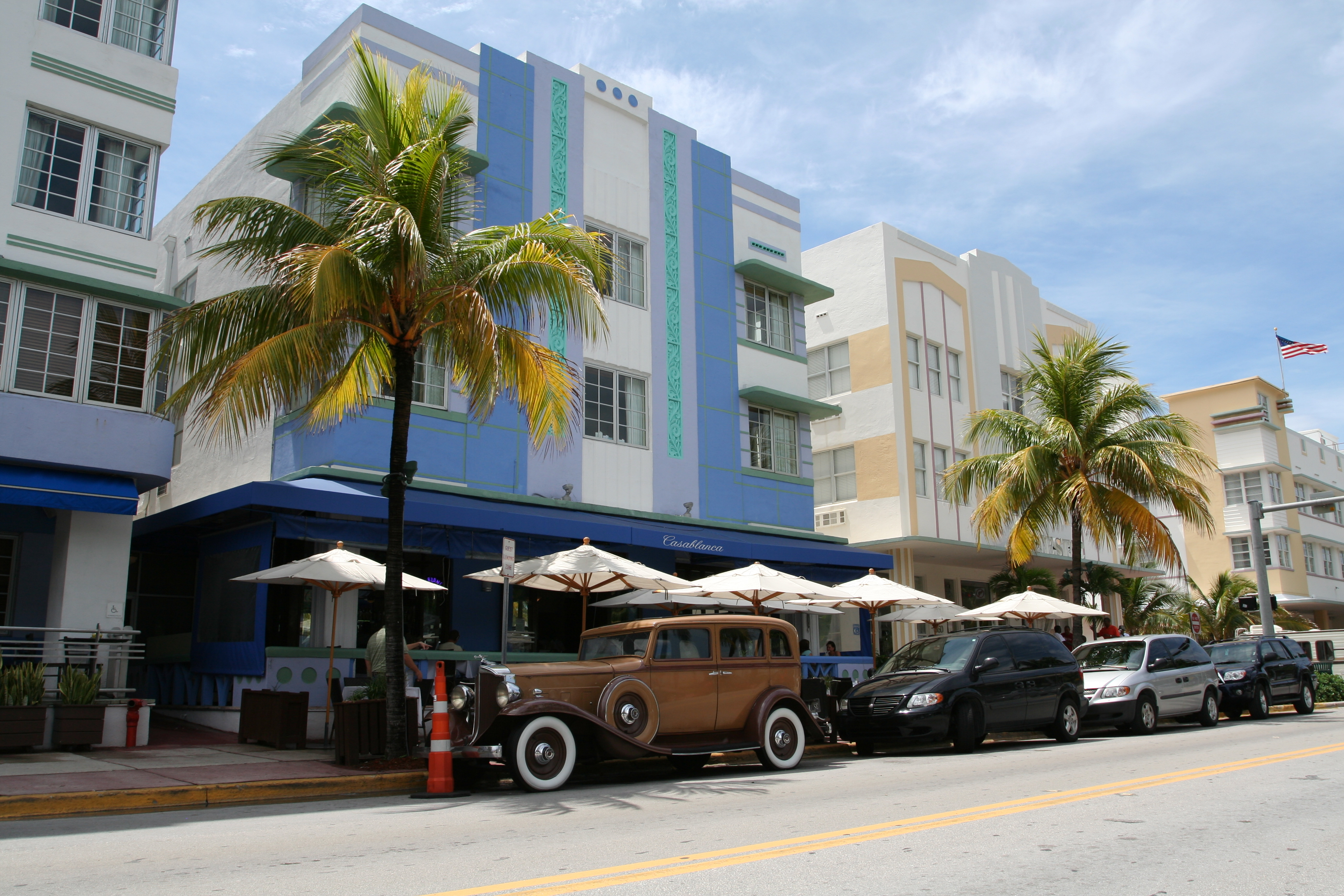
Hôtels Casablanca et Majestic.
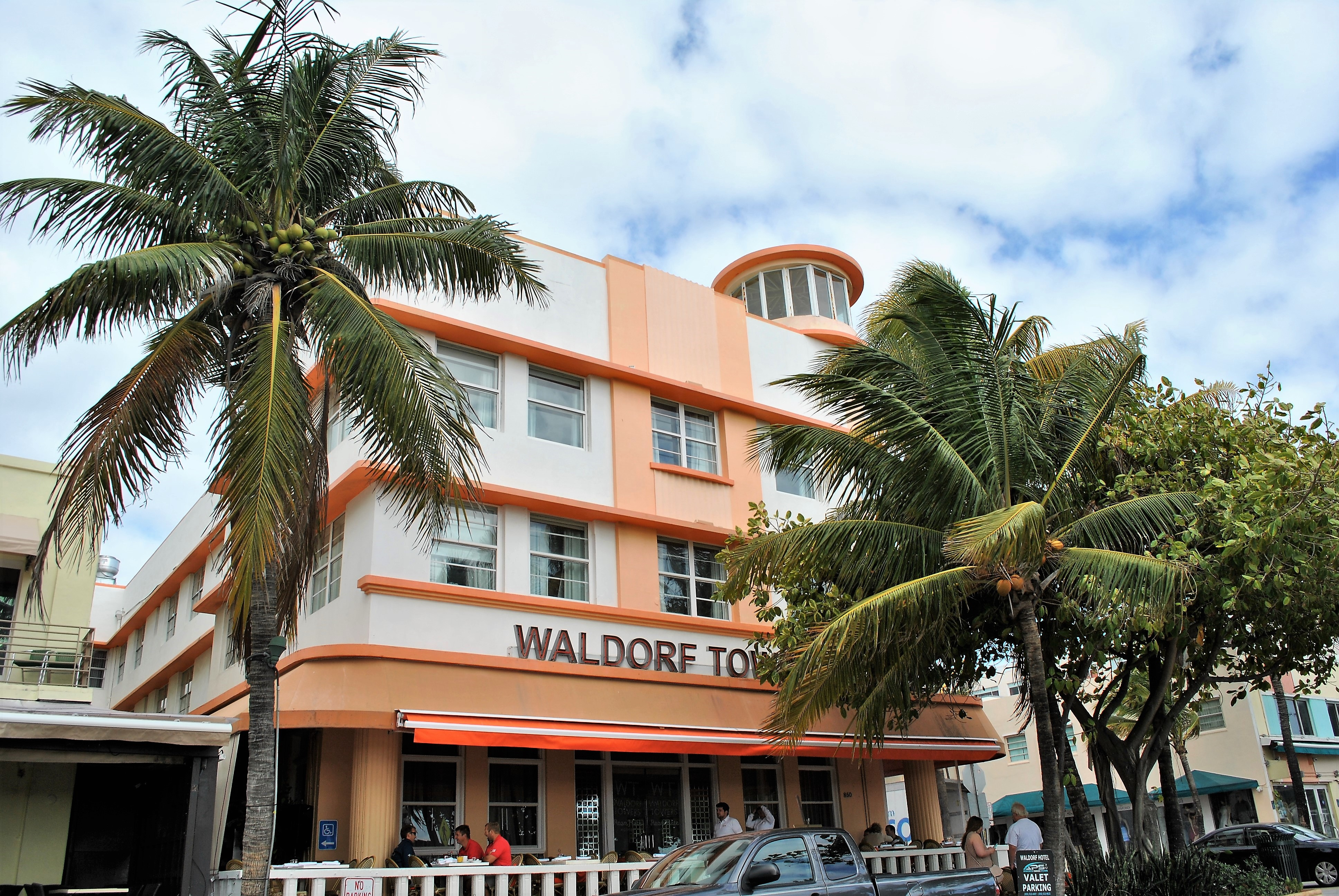
Waldorf Towers.
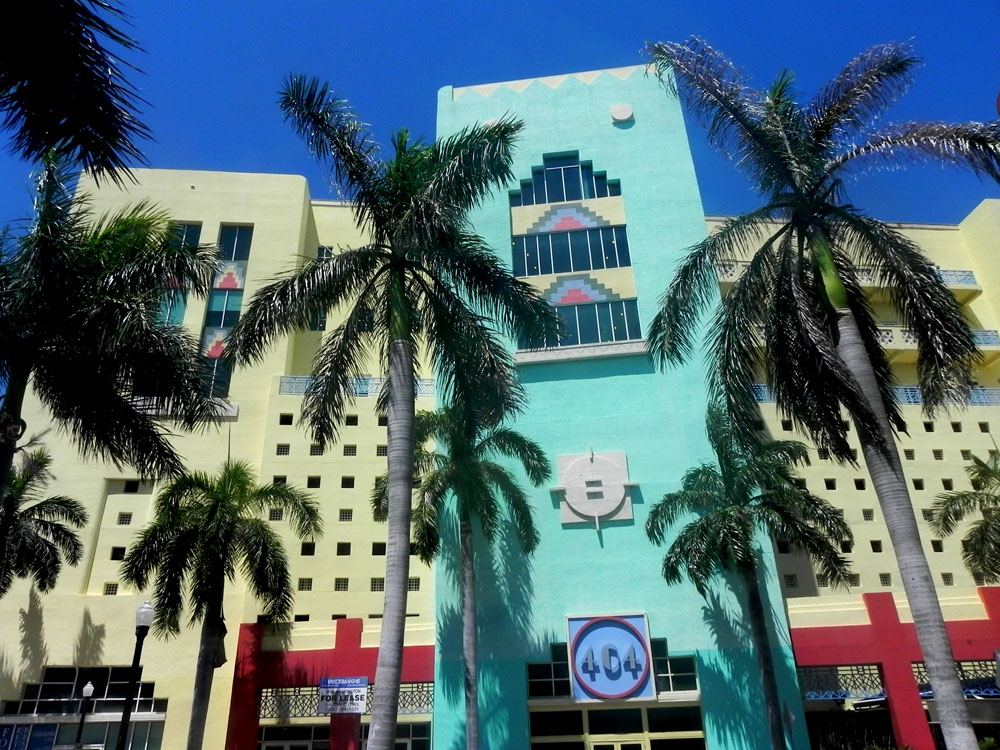
404 Building.
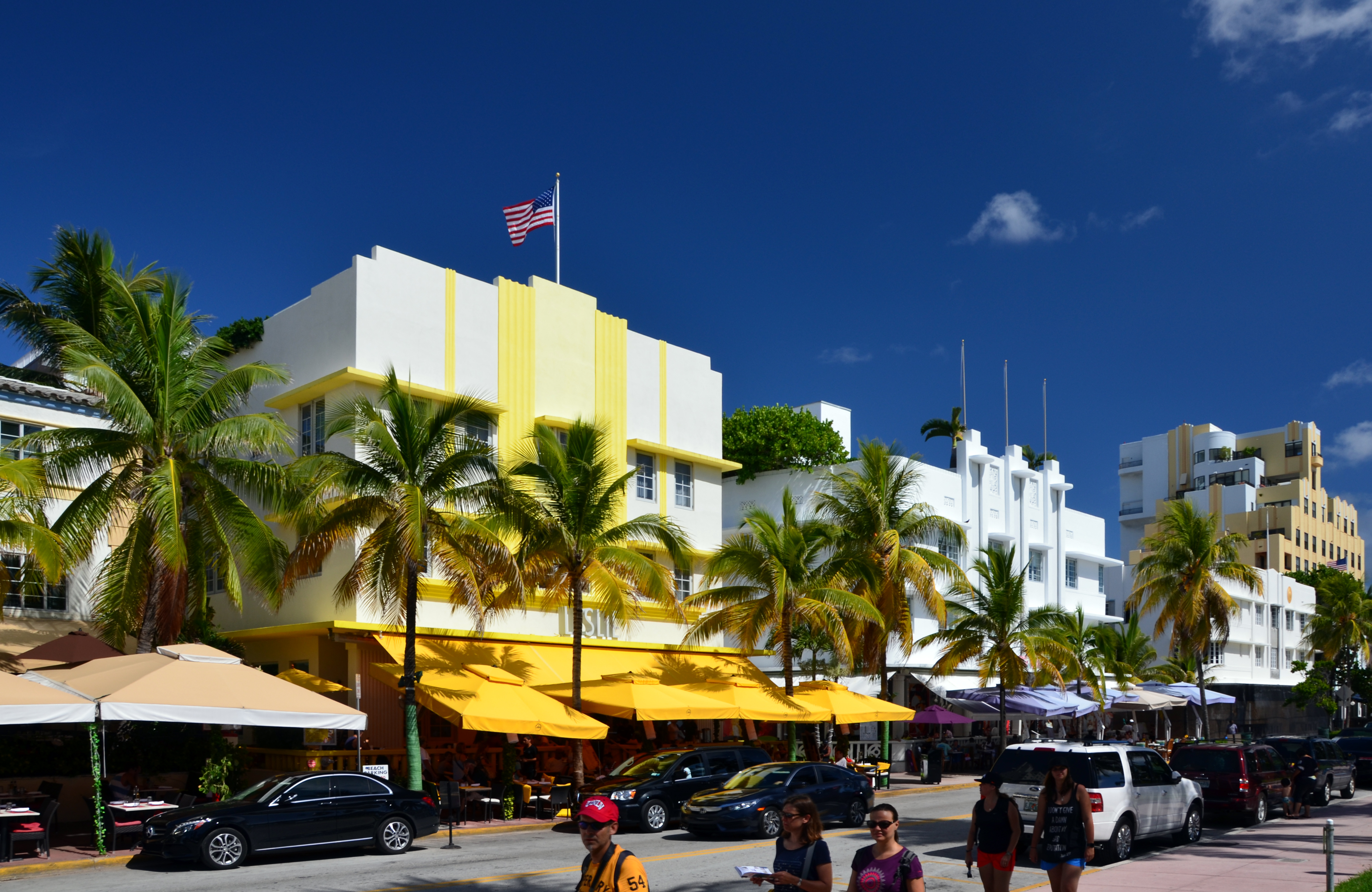
Hotel Leslie et The Carlyle.
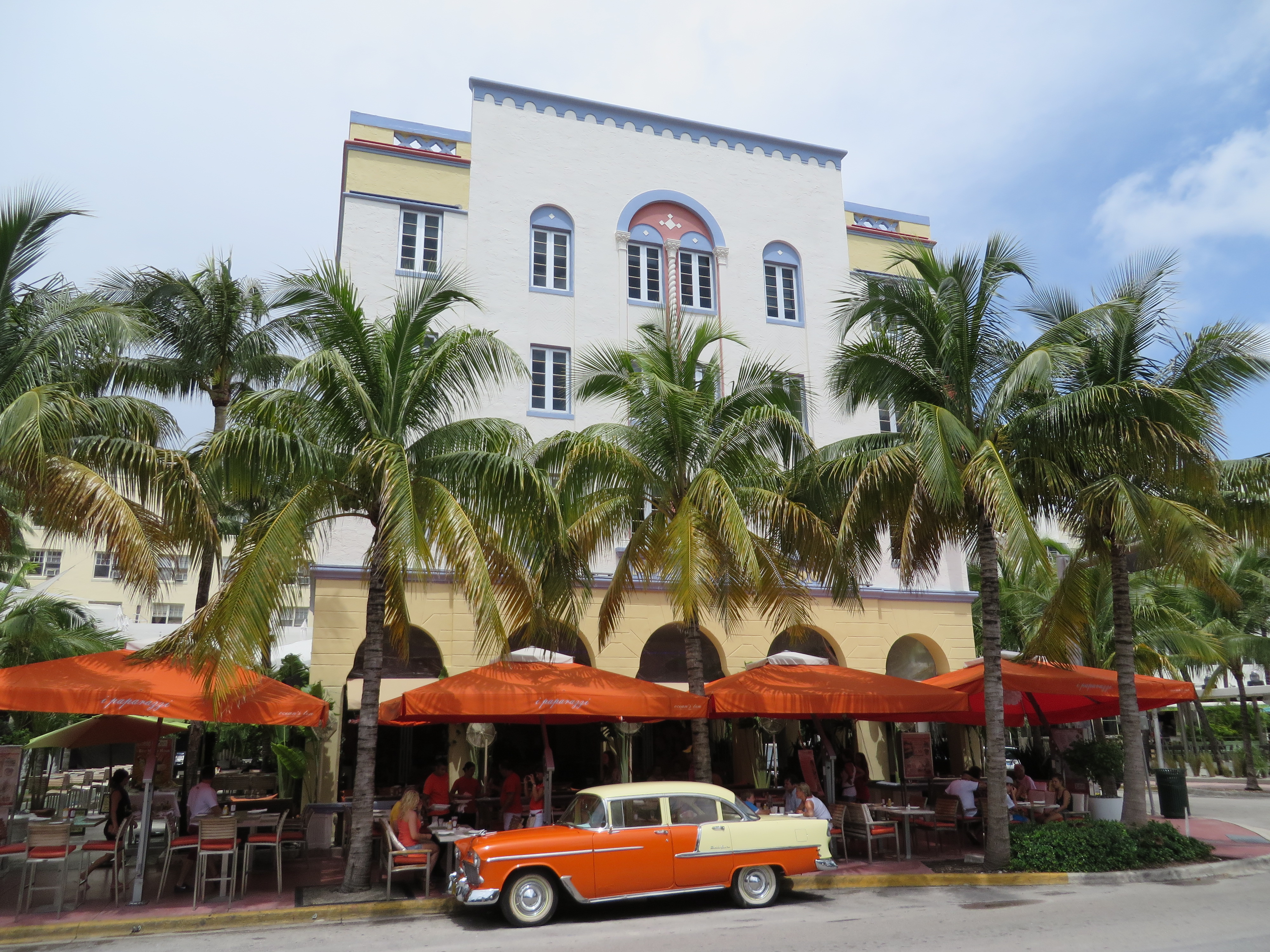
Hotel Edison.
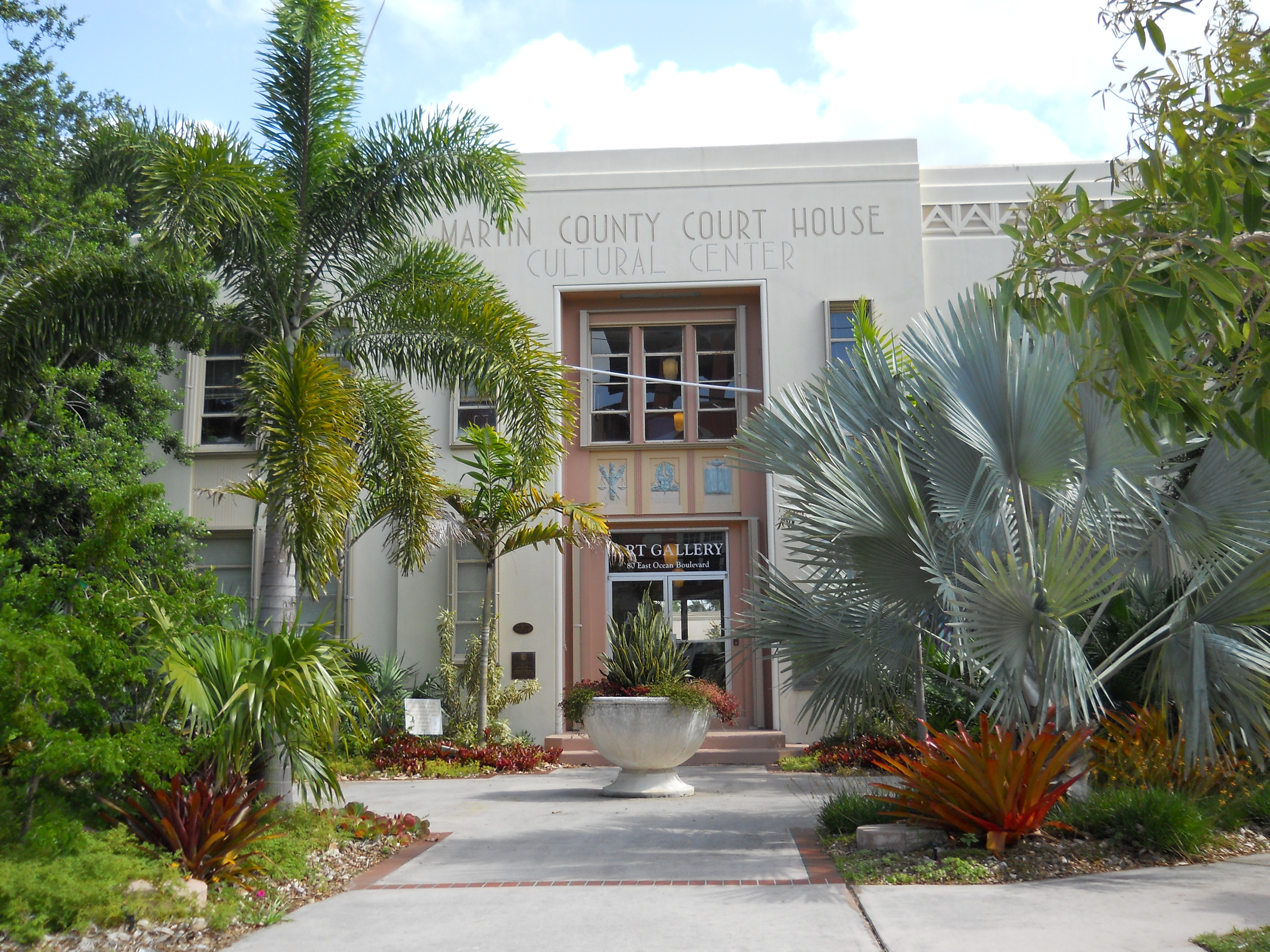
Martin County Courthouse.
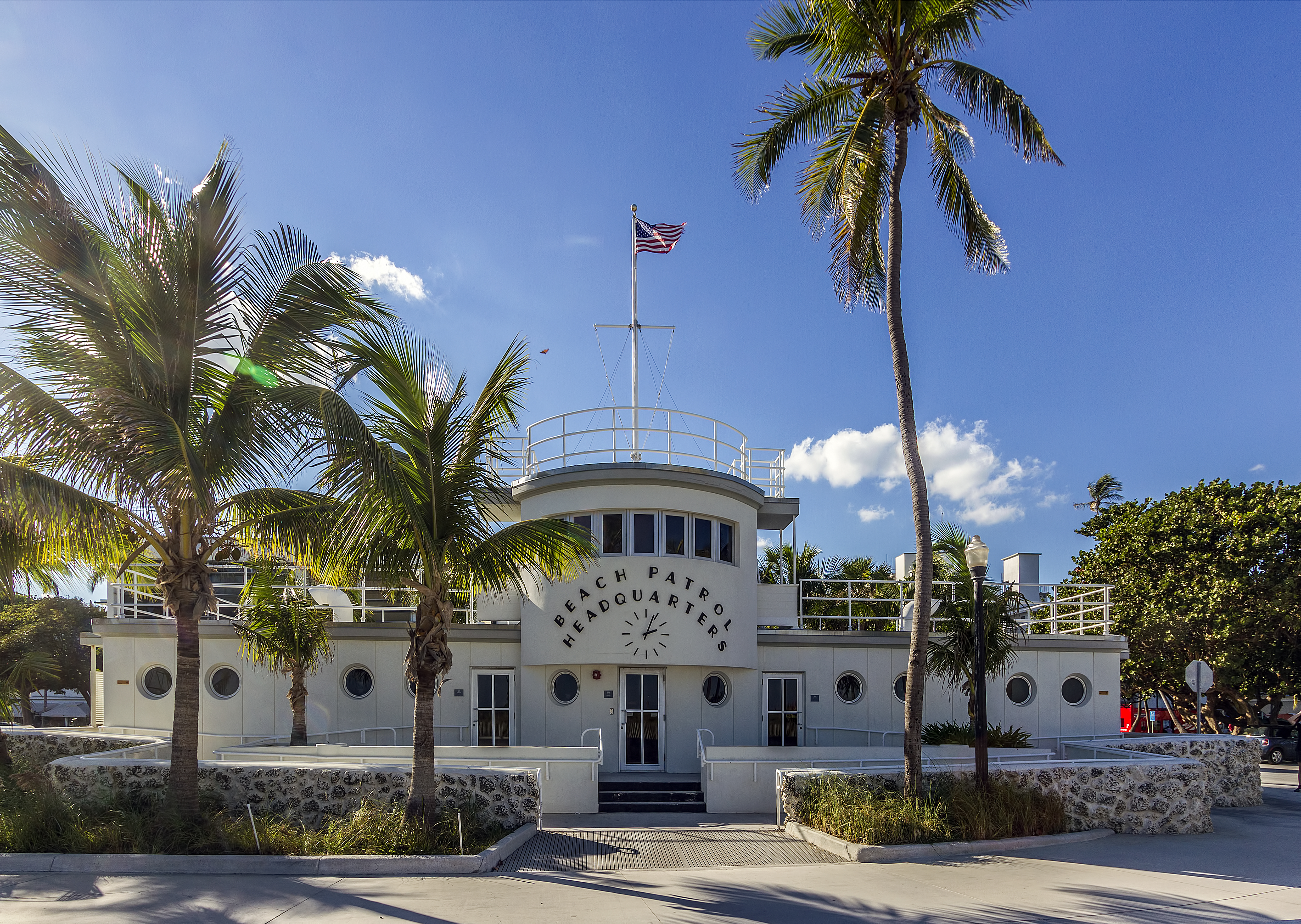
Beach Patrol HQ.
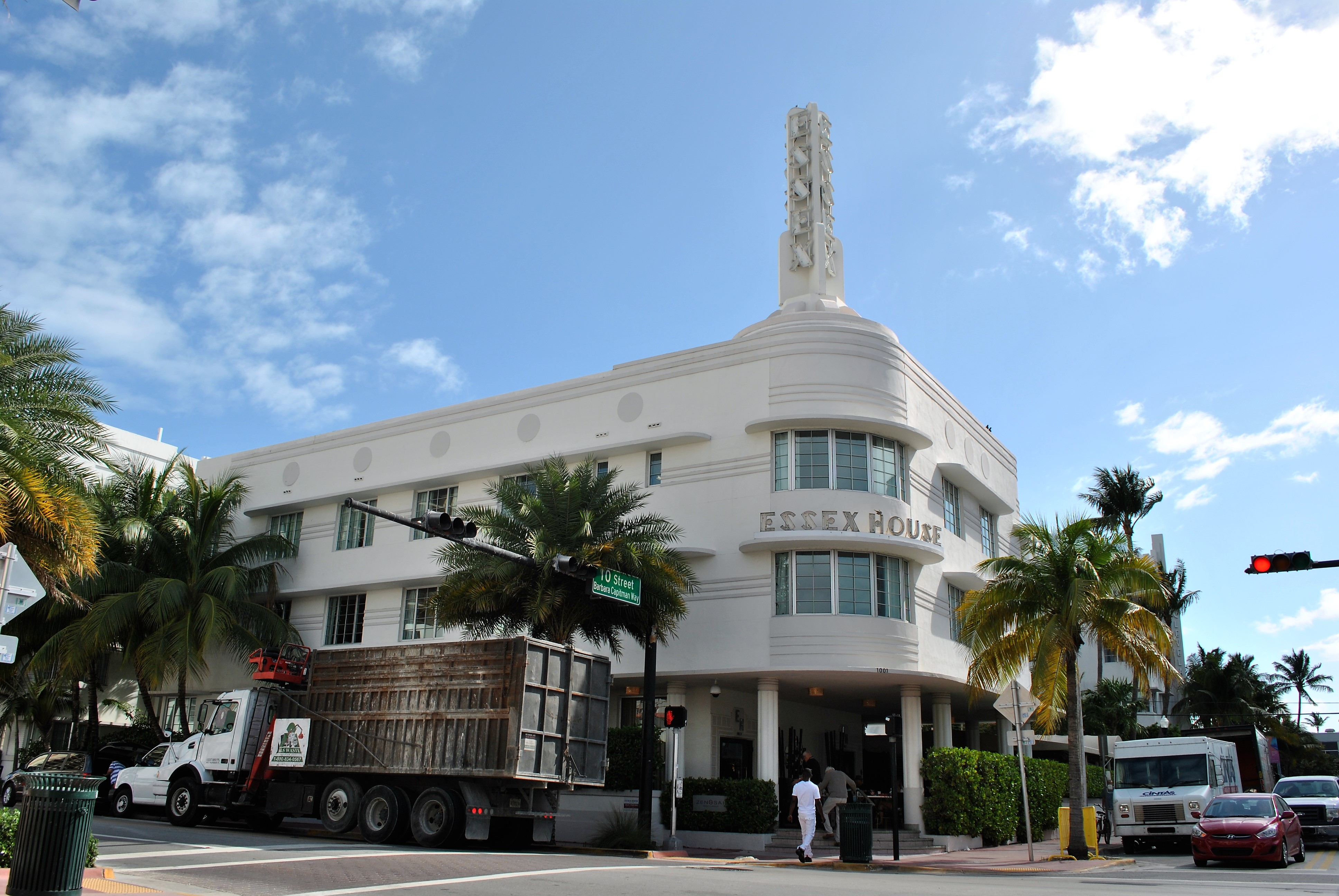
Essex House.
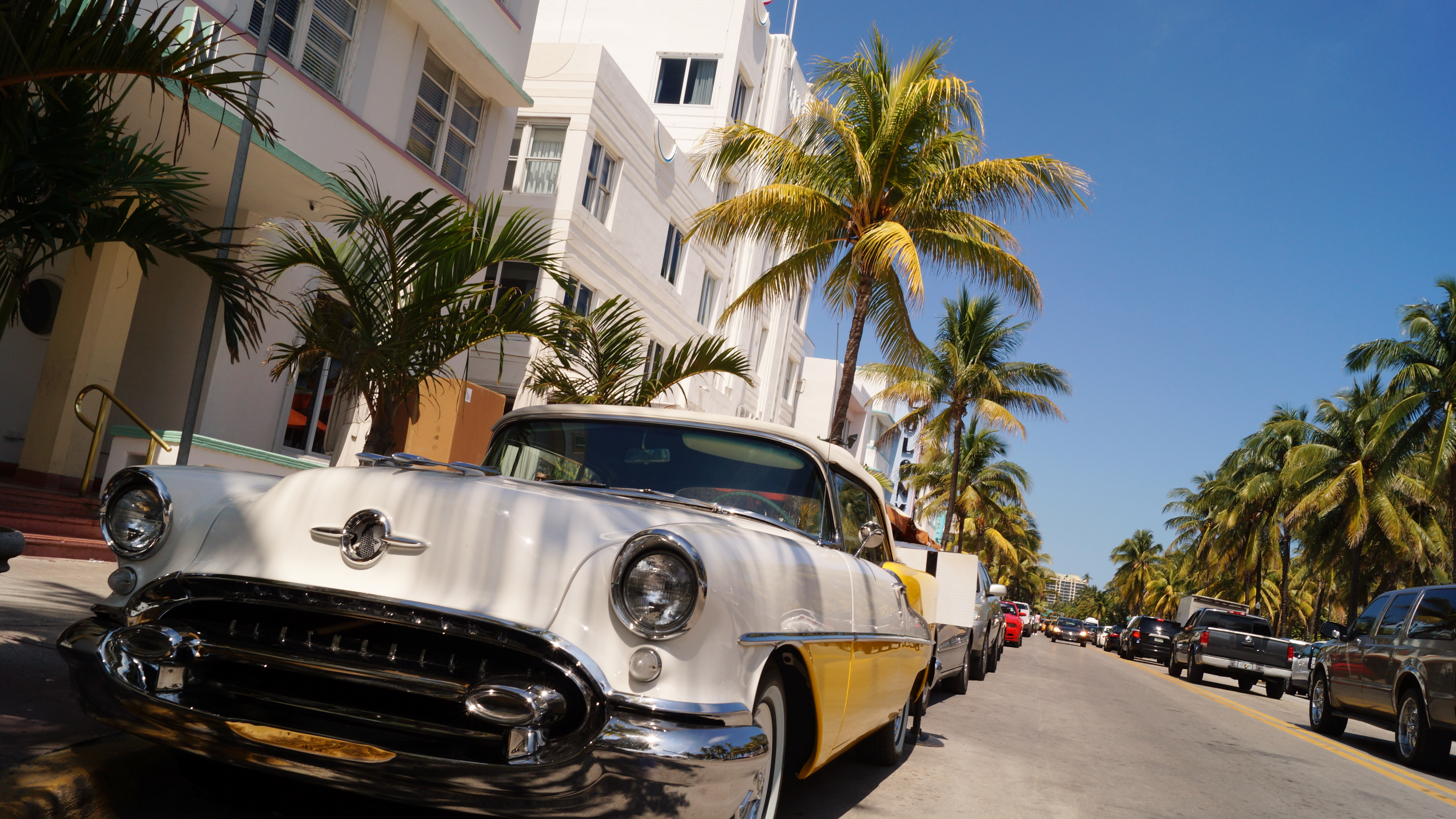
Ocean Drive.
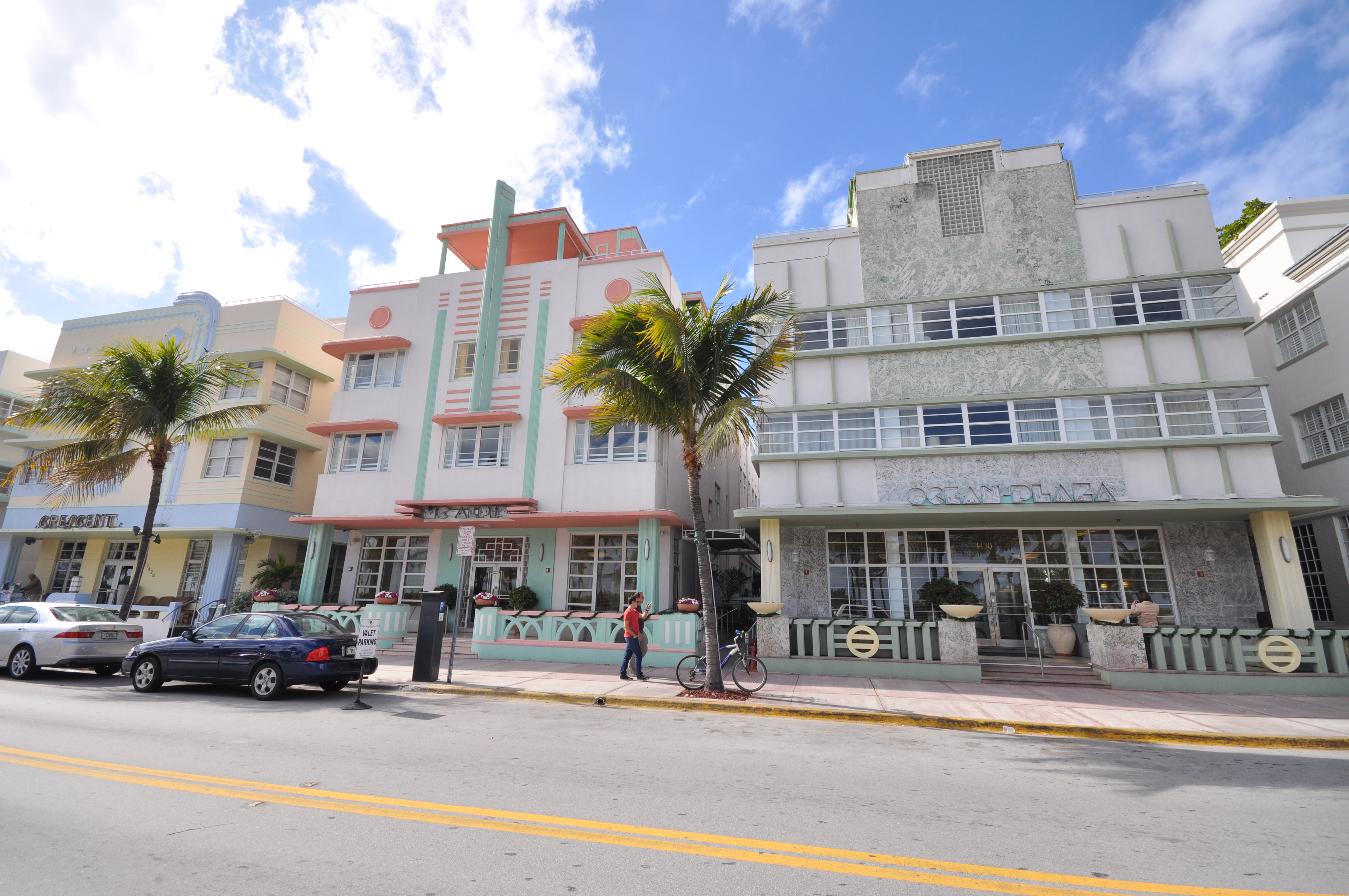
Hôtels Crescent, McAlpin, et Océan Plaza.
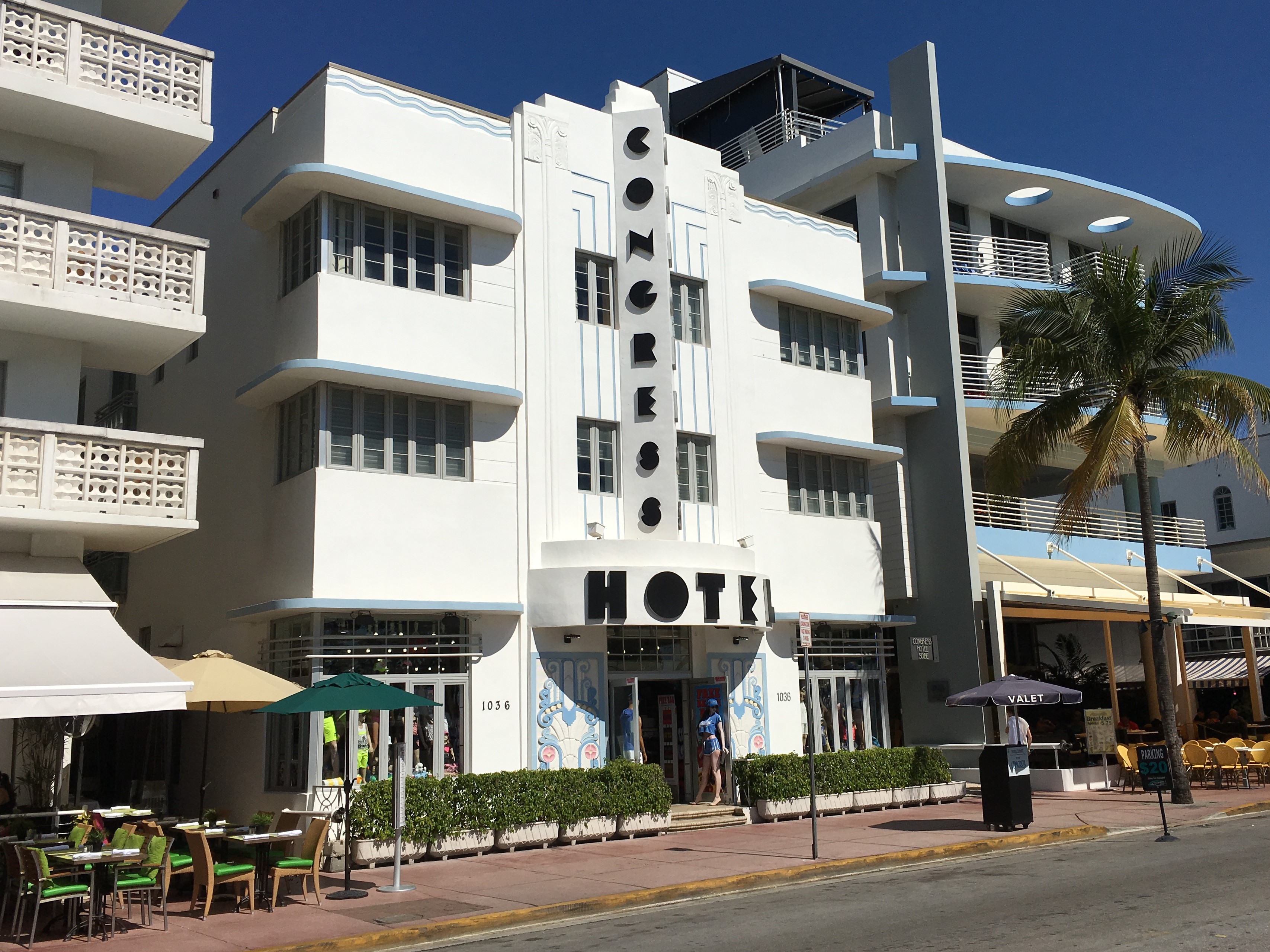
Congress Hotel.
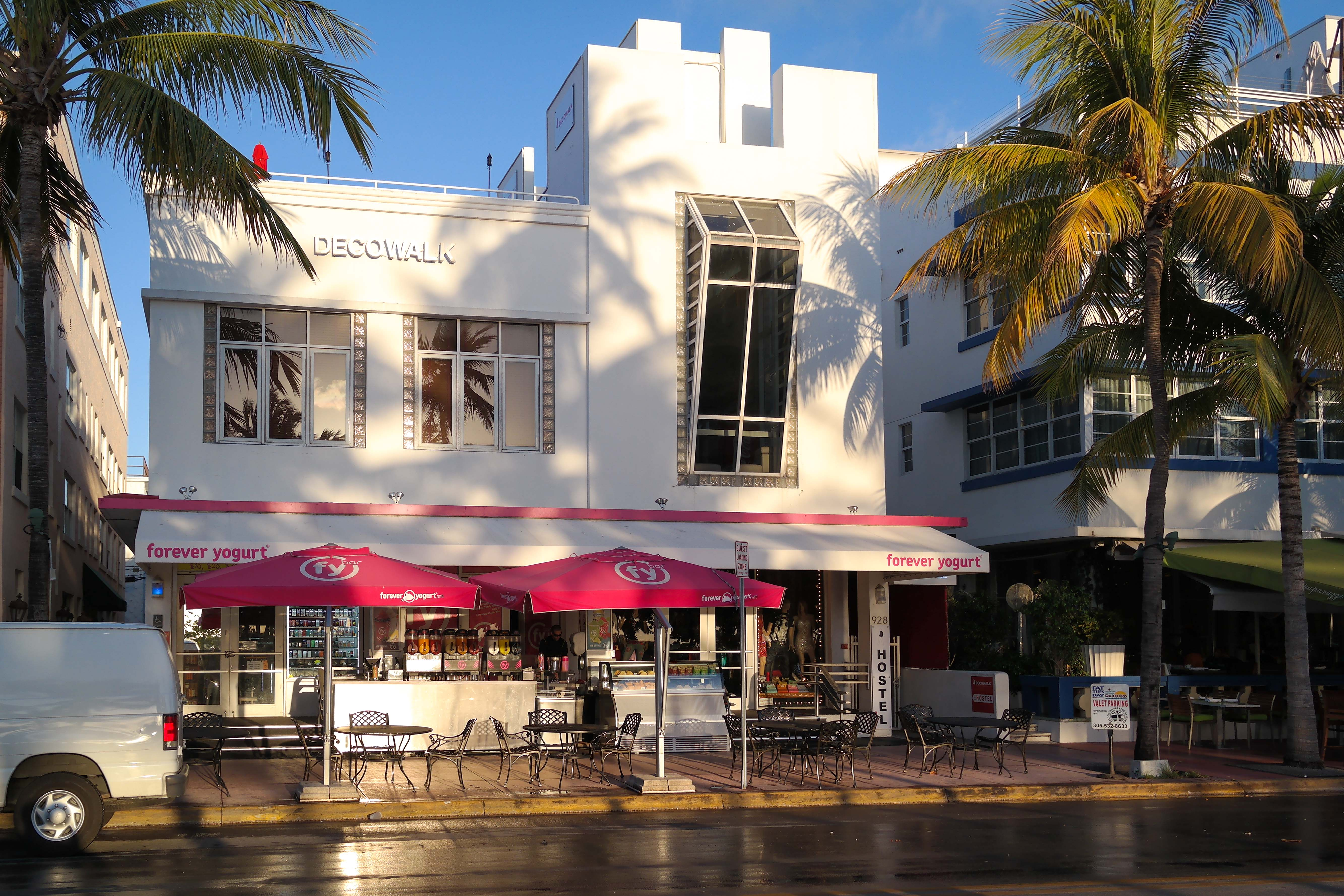
Deco Walk Hotel.
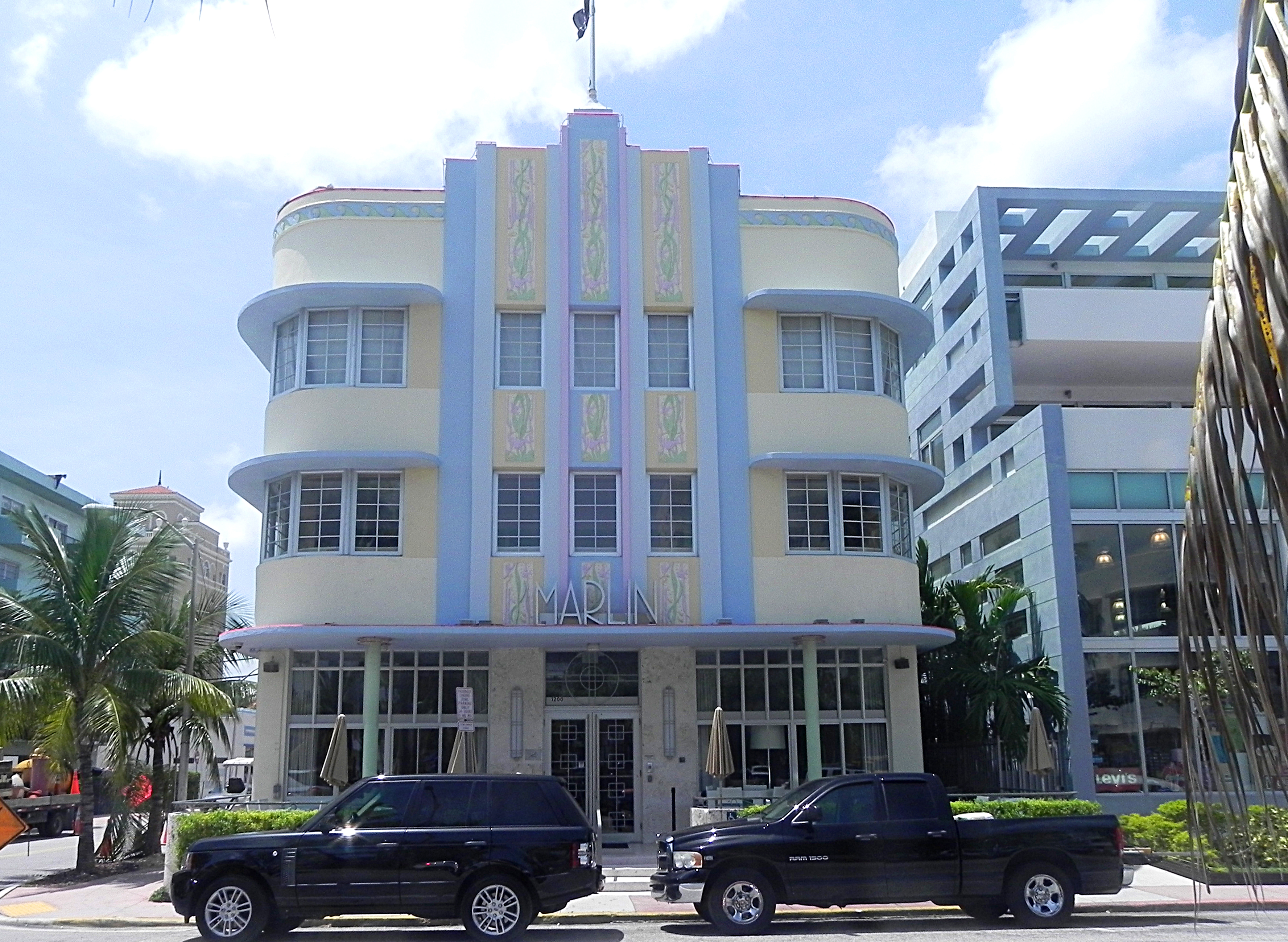
Hotel Marlin.
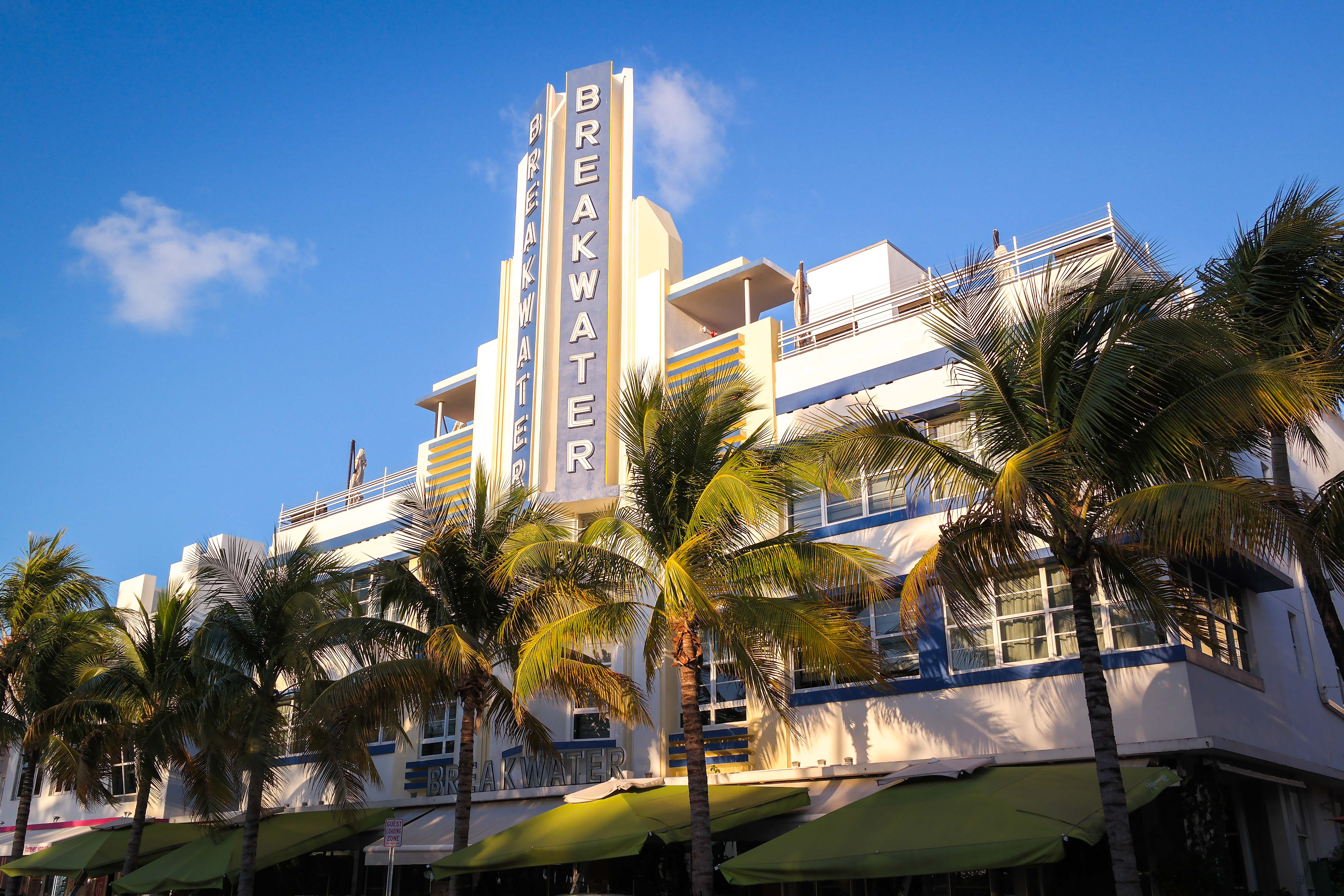
Hotel Breakwater.

### Réhabilitation des années 1980
Dans les années 1970 ce style vieillit et passe de mode, et d'importants projets de démolition de ce parc immobilier alors fortement délabré sont envisagés. La journaliste new-yorkaise Barbara Baer Capitman (en) et de nombreux architectes de Miami créent alors l'association MDPL (Miami Design Preservation League) en 1976, pour collecter des fonds de rénovation complète de ce patrimoine architectural (avec ajout de couleurs et de mises en valeur nocturnes des façades par des éclairages aux néons) et faire entièrement classer le quartier historique au Registre national des lieux historiques des États-Unis le 14 mai 1979 sous le nom de Miami Beach Architectural District (ou Old Miami Beach Historic District),. Elle site « ma vie entière est marquée par l’Art déco, je suis née à ses débuts et j’ai grandi durant son apogée. C’est une question de destin. »,. 

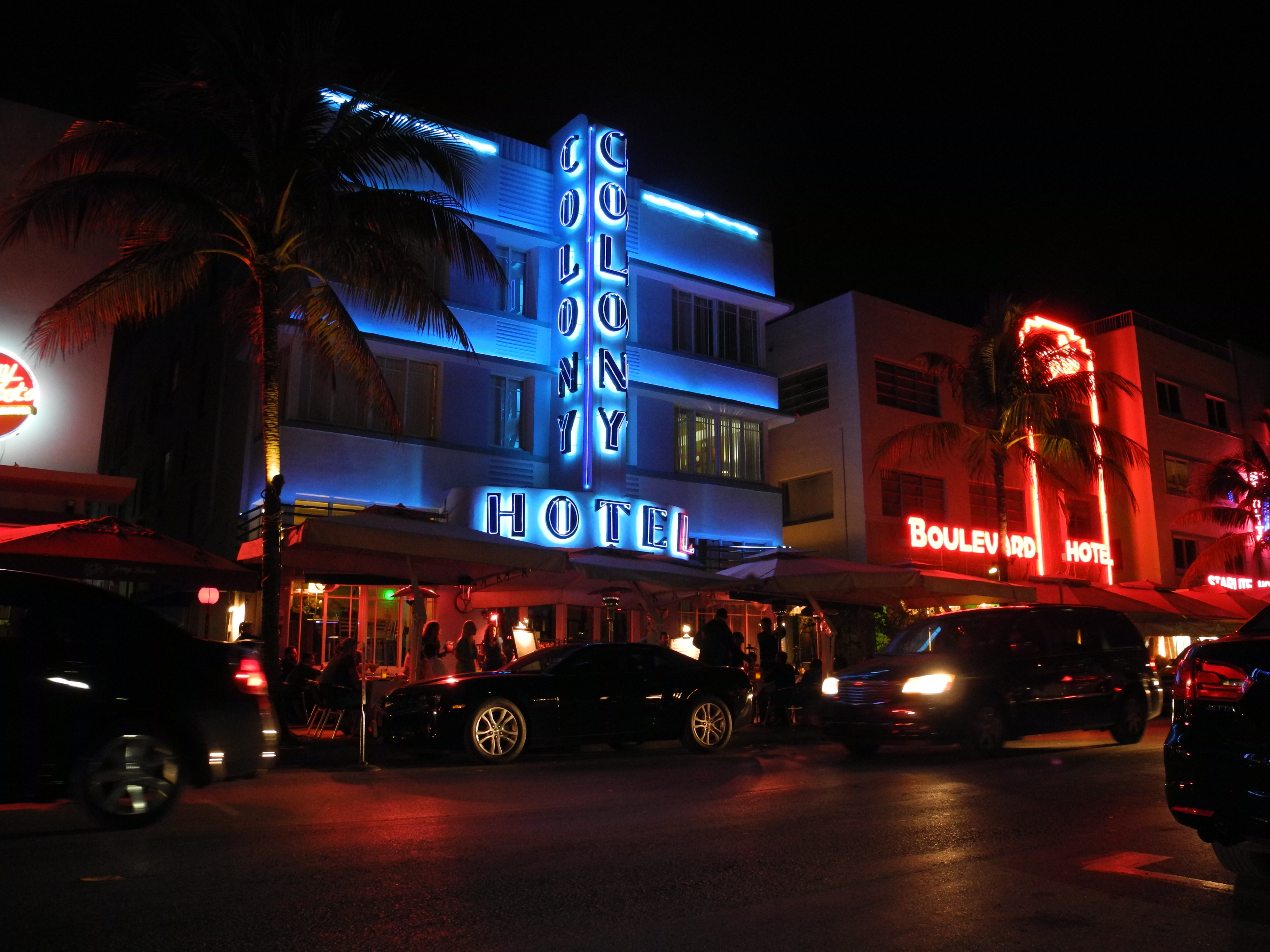
The Colony Hotel.
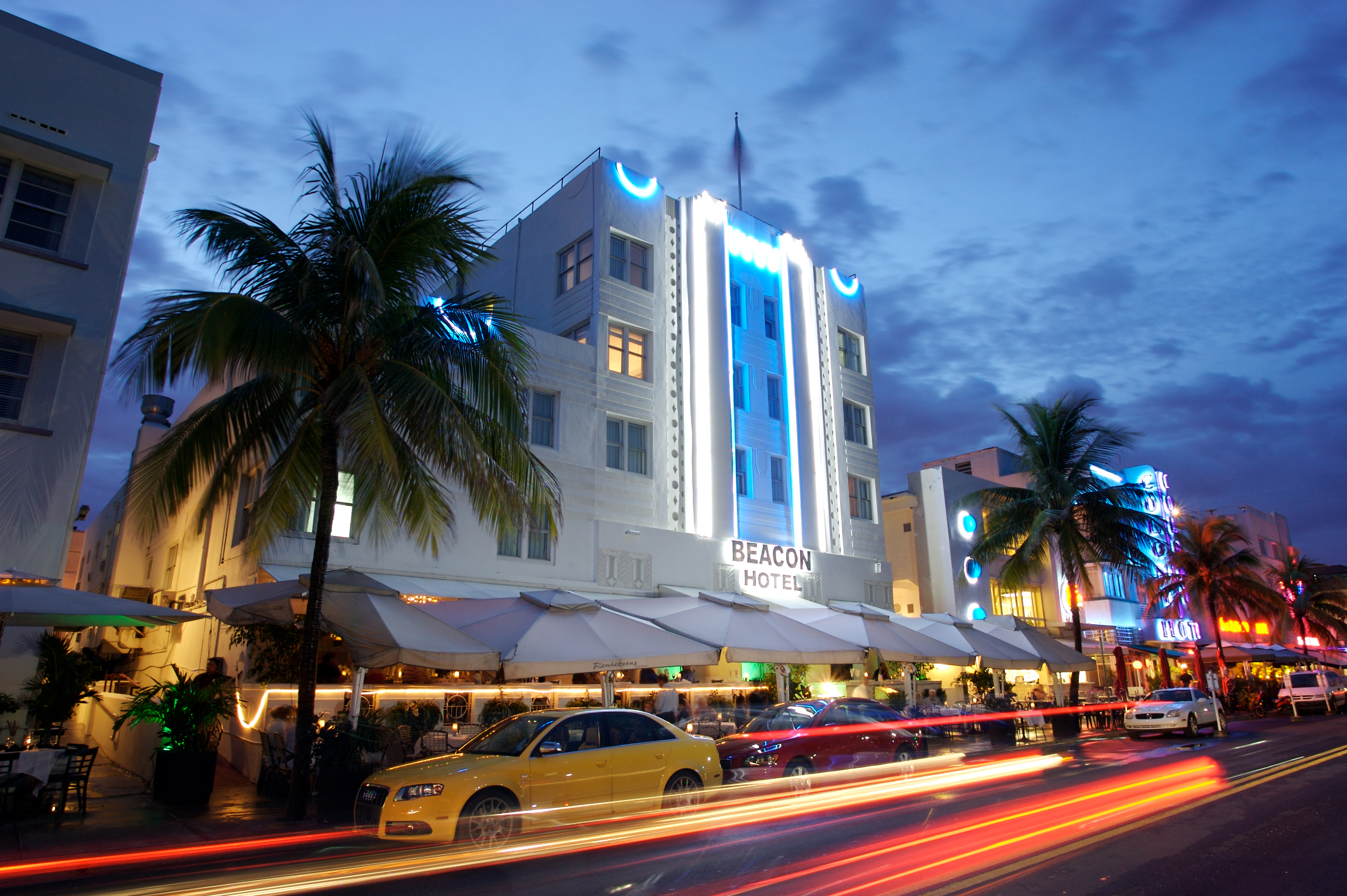
Beacon Hotel.
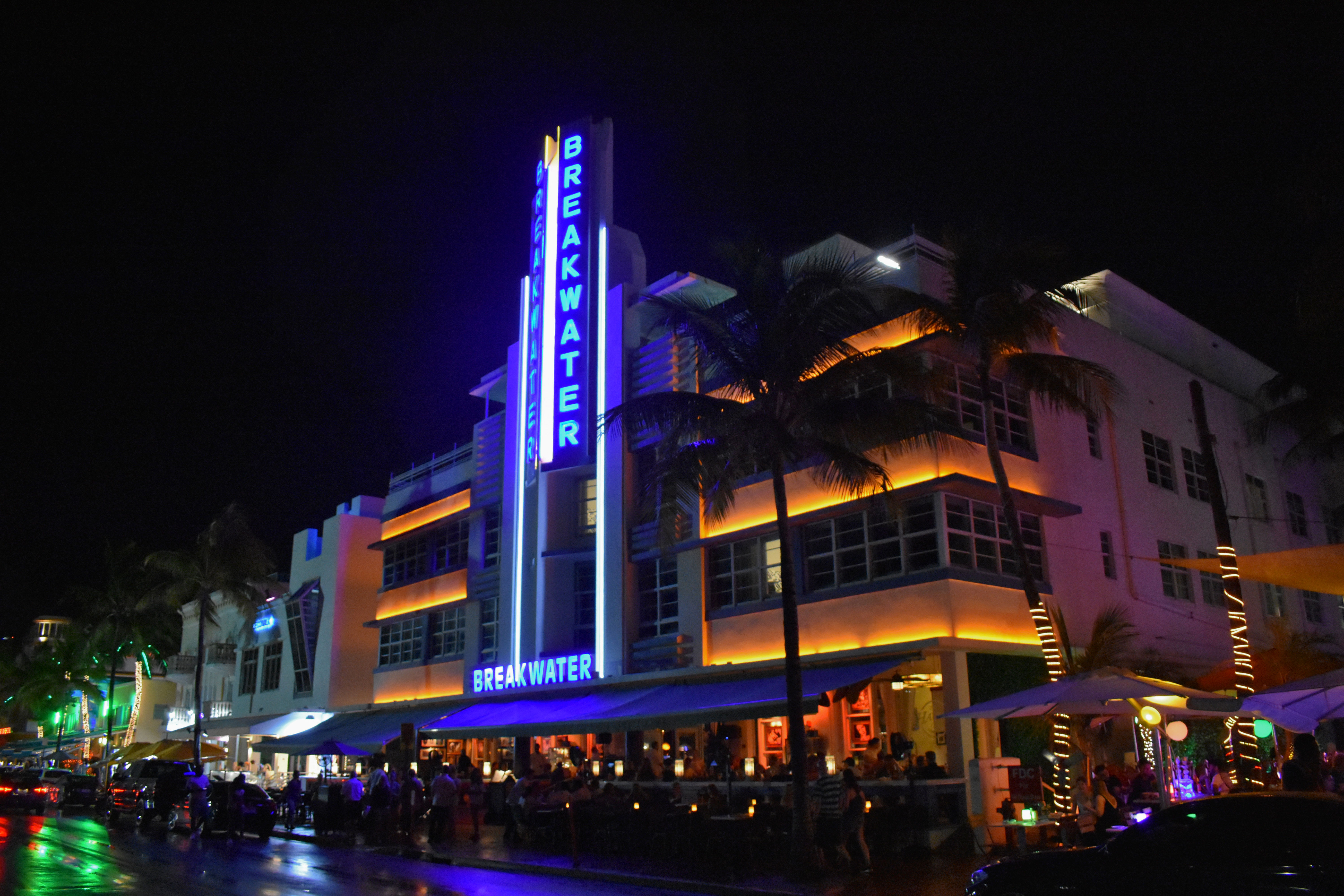
Breakwater Hotel.
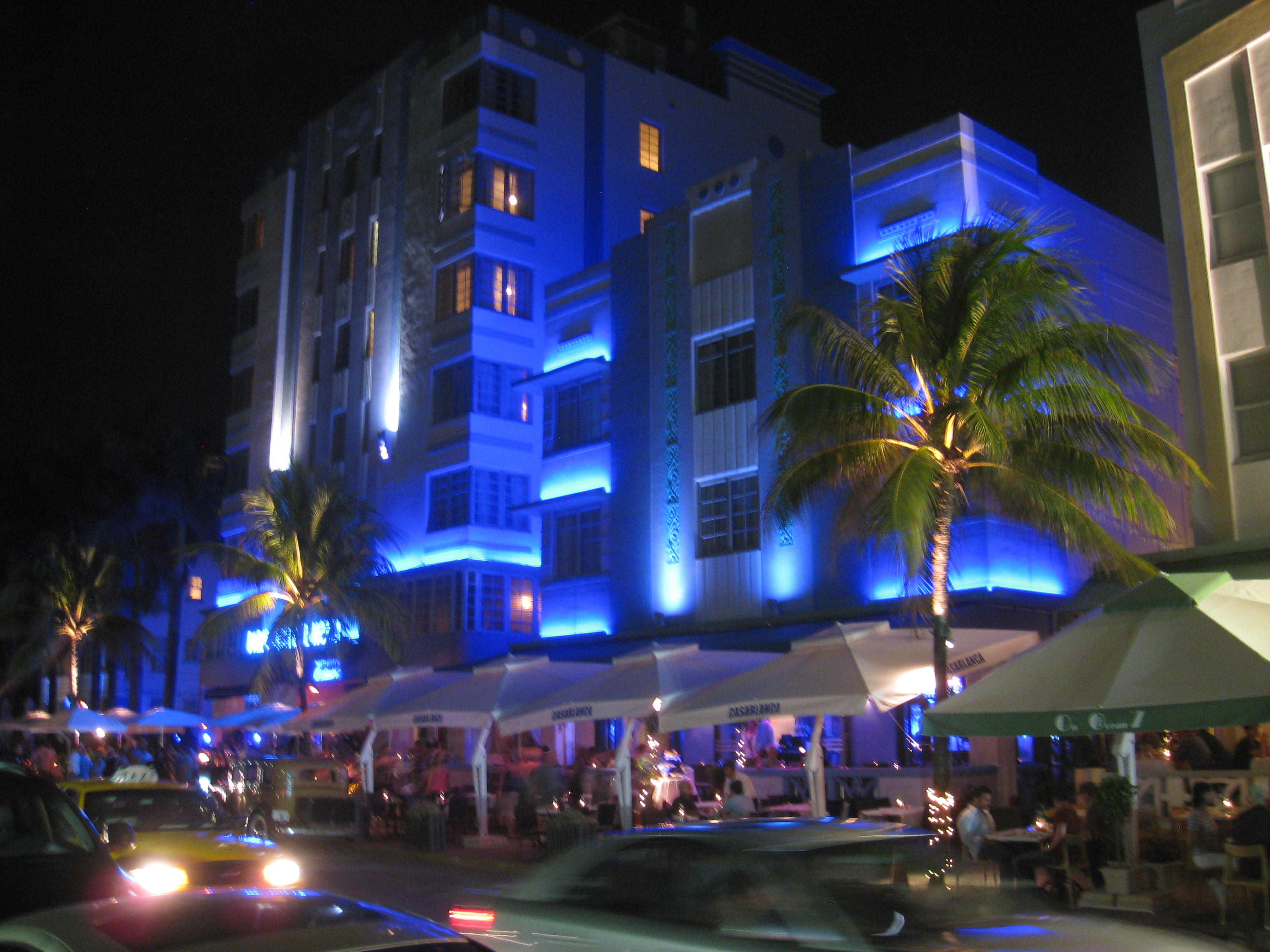
Hotel Casablanca.
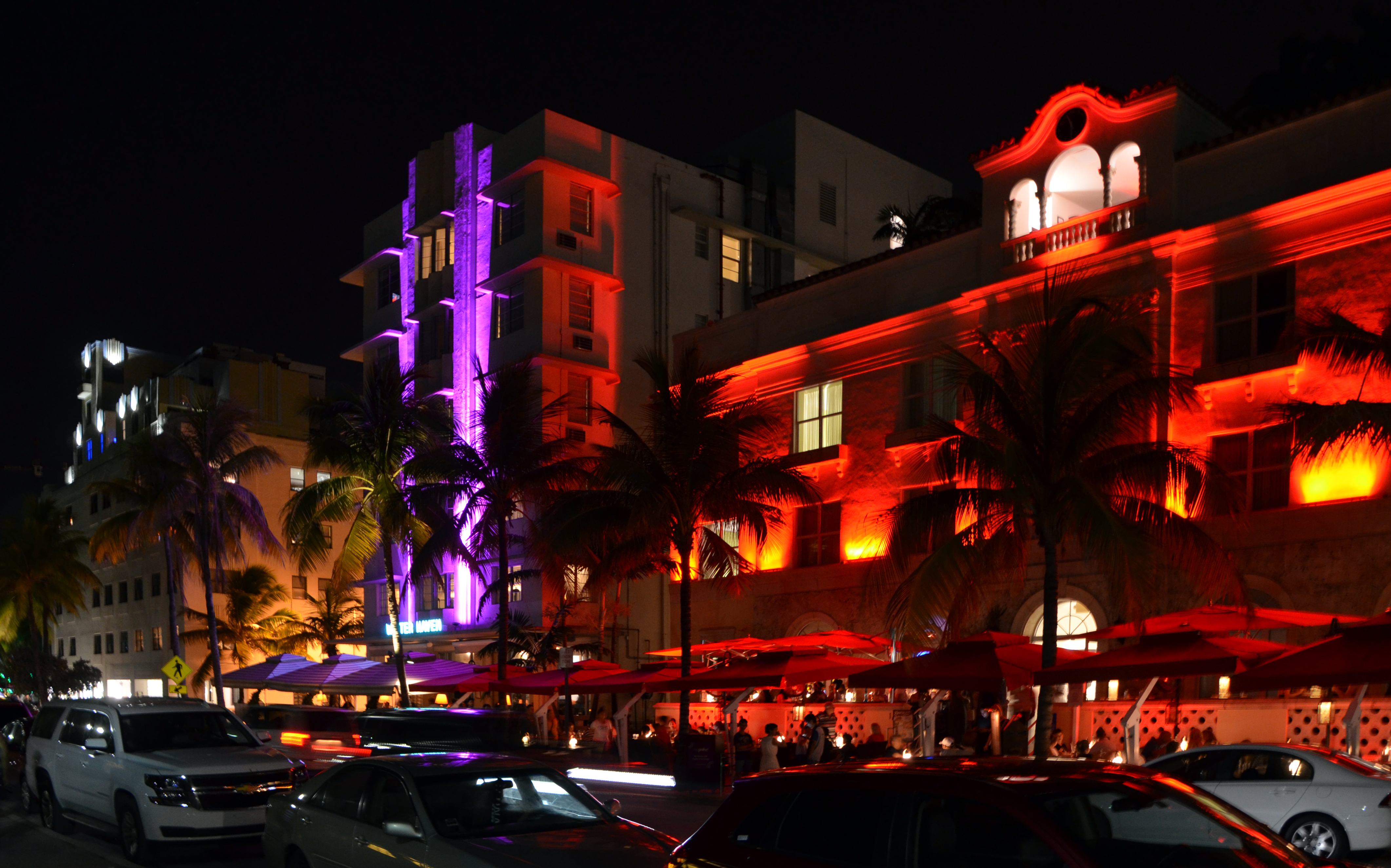
Hôtels Winter Haven et Marriott.
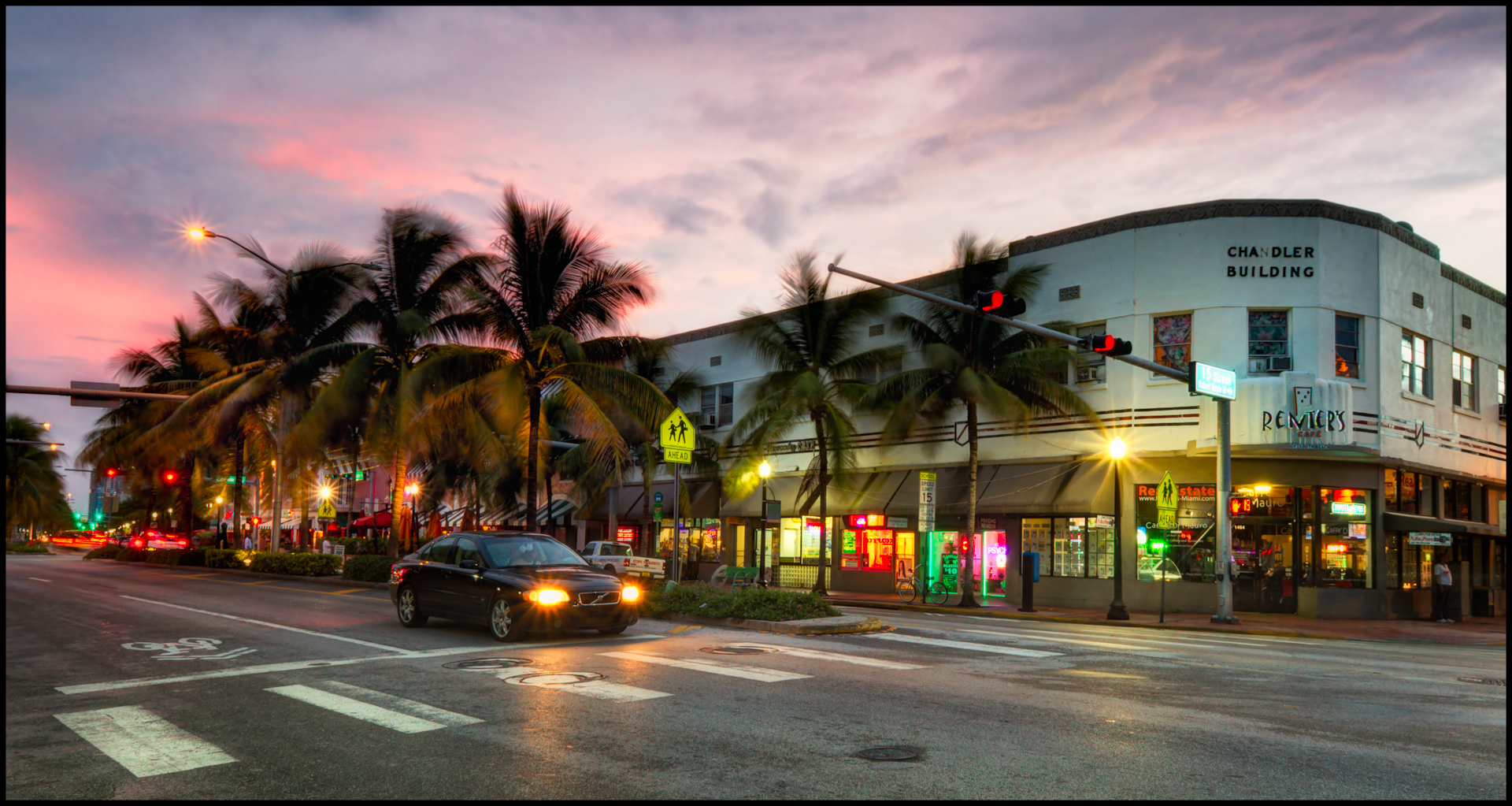
Washington Avenue.
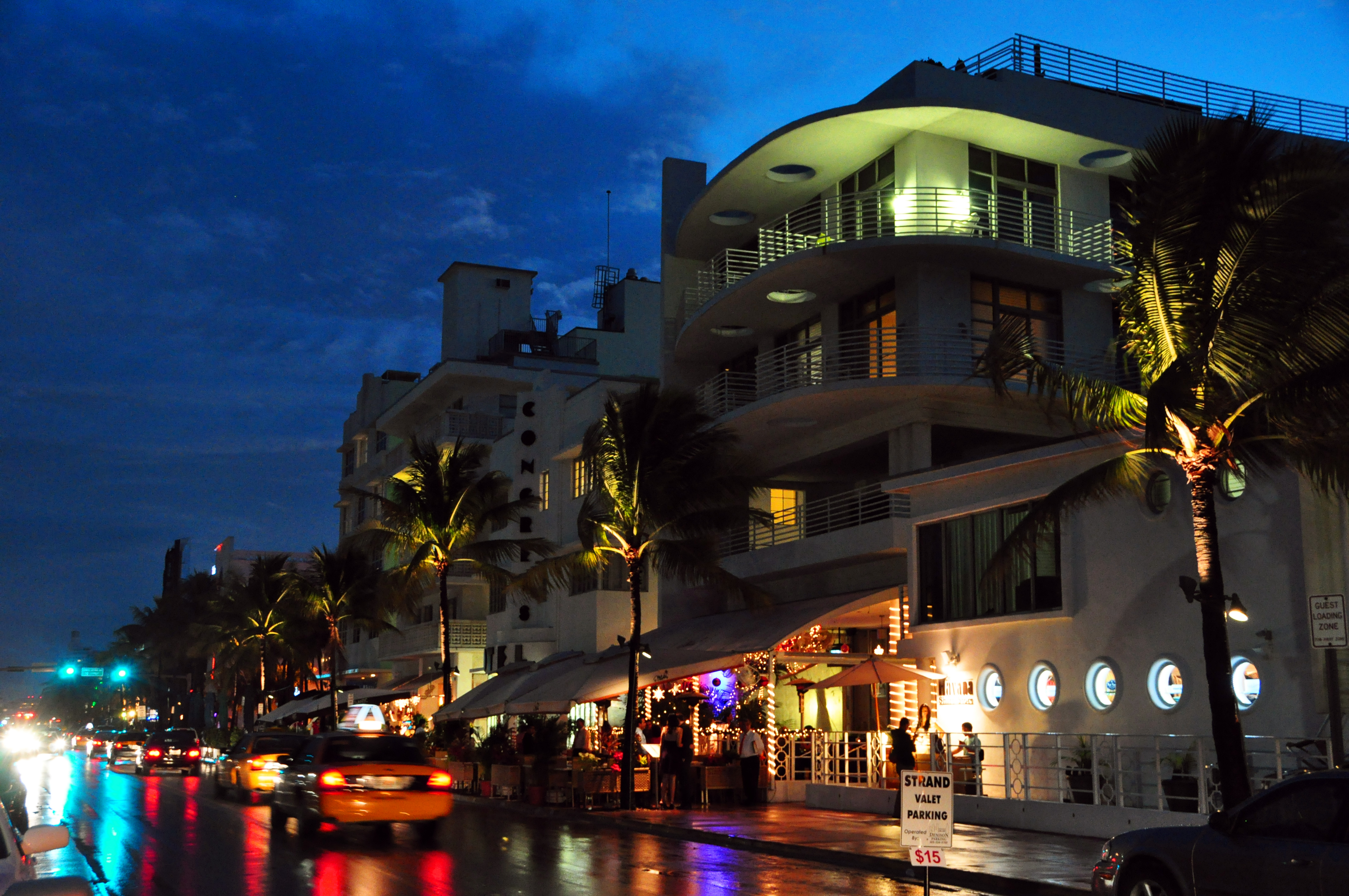
Ocean Drive.
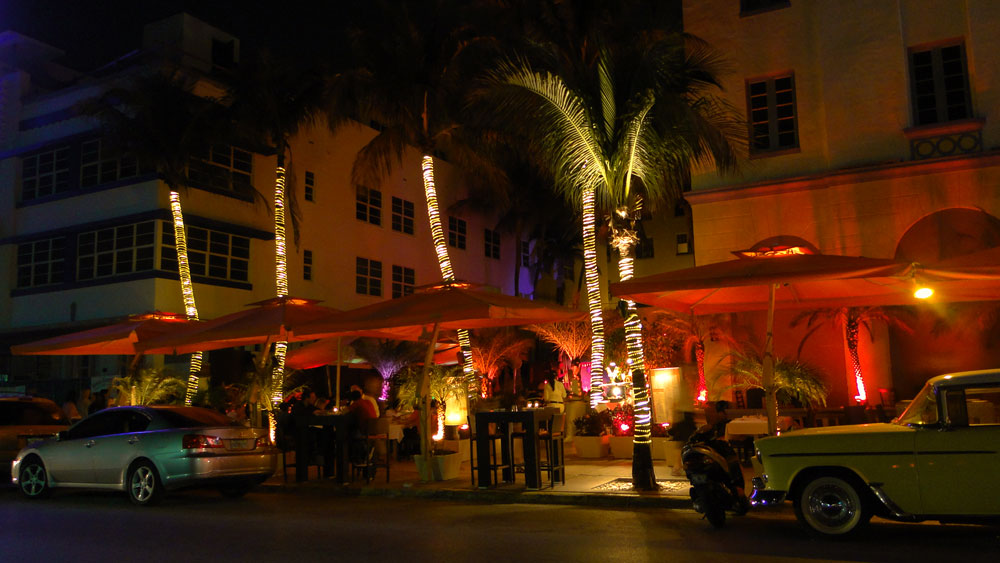
Ocean Drive.
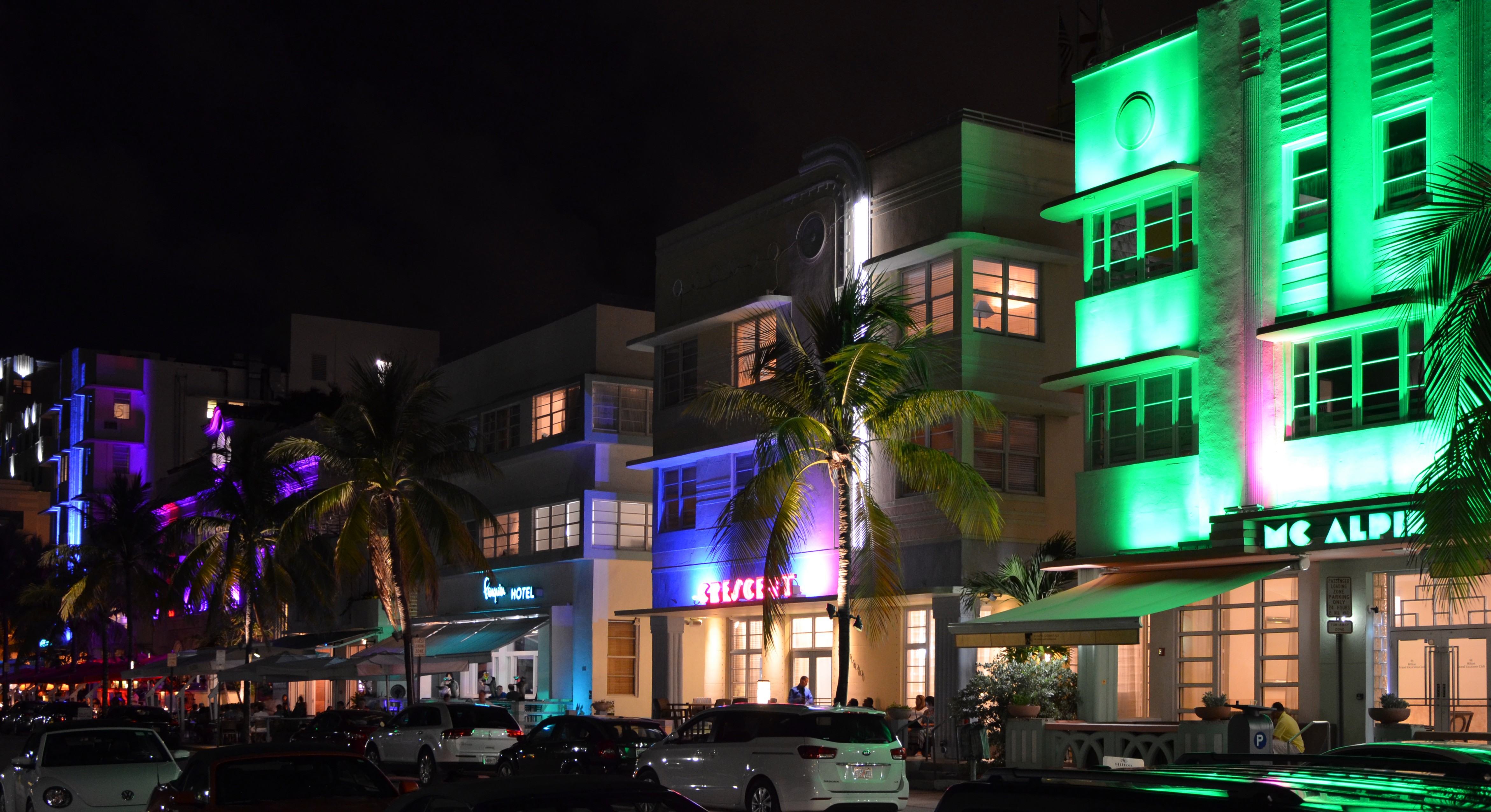
Hôtels Penguin, Crescent, et McAlpin.

Ce style architectural redevient alors rapidement un des symboles emblématiques international de Miami et du Miami Beach Architectural District (principal quartier touristique de Miami Beach, et plus importante concentration de constructions Art déco du monde, avec 960 bâtiments historiques classés).

## Quelques architectes renommés

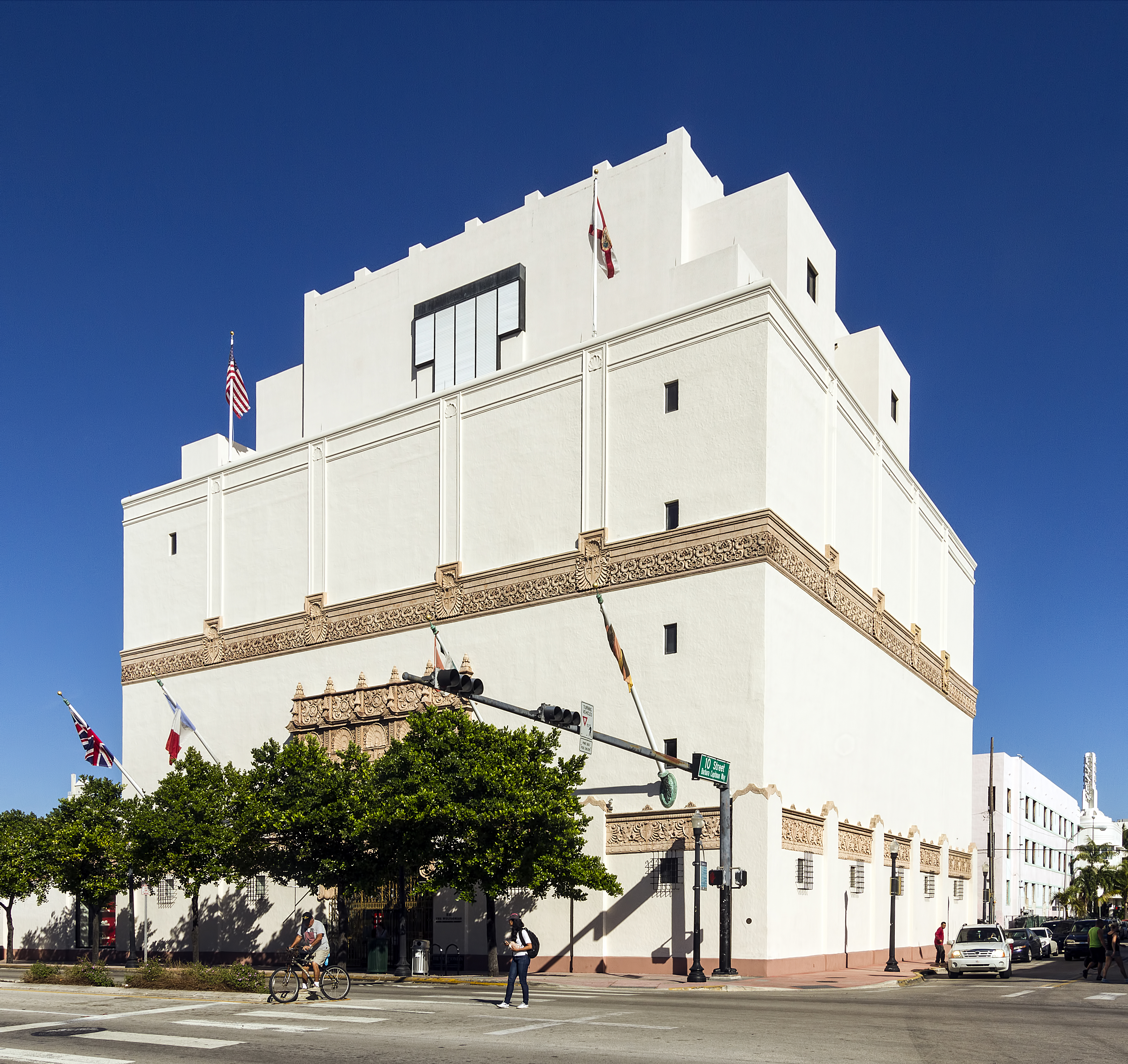
Musée Art déco Wolfsonian-FIU de Miami Beach.

- Henry Hohauser (en), Albert Anis (en), Lester Avery (en), Lawrence Murray Dixon (en)...

## Musées Art déco de Miami
- Wolfsonian-FIU (en).
- The Art Deco Museum, de l'association MDPL (Miami Design Preservation League)[15].

## Cinéma et télévision
- Années 1980 : Deux Flics à Miami, série télévisée à succès de Michael Mann.